# SOSUS

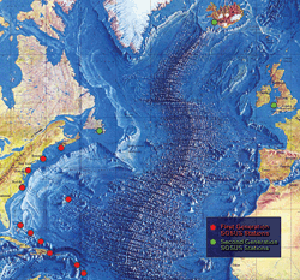
SOSUS系统北大西洋早期监听站，从巴巴多斯到新斯科舍省构成了一个环形。

声波监听系统 （The Sound Surveillance System，SOSUS），是由美国海军冷战时期研发的一套被动声呐探测系统，旨在发现并追踪苏联潜艇。冷战结束后，该系统于1990年代正式曝光。

## 历史
SOSUS的发展始于1949年，当时美国海军向水下战争委员会寻求帮助。该委员会是美国国家科学院在1946年成立的学术顾问团体，旨在研究反潜作战问题。作为回应，海军成立了一个名为“哈特韦尔计划”的研究小组，该计划由麻省理工学院牵头，名称源于宾夕法尼亚大学的 G.P. 哈特韦尔，水下战争委员会的副主席。哈特韦尔小组建议每年投入1,000万美元（相当于2023年的1.28亿美元）来开发应对苏联潜艇威胁的系统，这些威胁主要来自苏联庞大的柴电动力潜艇舰队。